# Životní minimum

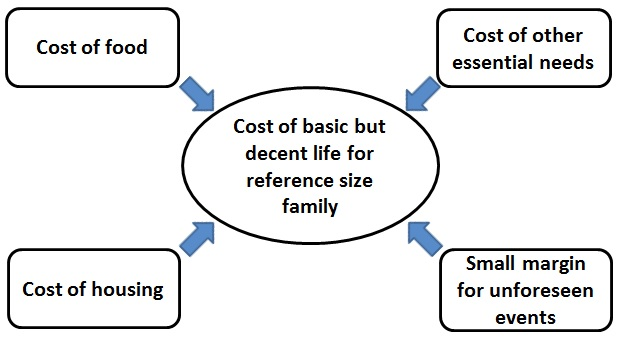
Věci které potřebujete k životnímu minimu

Životní minimum je právní institut v oblasti státní sociální podpory. Je to společensky uznaná a zákonem stanovená minimální hranice peněžních příjmů občana, pod níž nastává stav hmotné nouze.

## Životní minimum v kontextu sociální politiky
Přístupy k míře štědrosti sociální politiky se různí. Přesto víceméně dochází ke shodě na tom, že jejím prioritním a minimálním cílem je eliminace chudoby a sociálního vyloučení. Jejich riziko se týká nejčastěji nezaměstnaných, starších lidí, zdravotně postižených, osamělých rodičů a mladých rodin s větším počtem dětí. Pojmy „chudoba“ a „hranice chudoby“ jsou relativními koncepty, které se vztahují ke společenskému standardu. Ten vychází buď z minimální potřebné úrovně k přežití, nebo z jakéhosi důstojného životního standardu v dané společnosti.
Pro určení garantovaného životního minima se využívají metody:
- historicko-statistické (sledování výdajů a spotřeby domácností s nízkou úrovní příjmů)
- normativní (založené na expertním stanovení minimálního spotřebního koše a jeho ocenění)
- relativní (srovnání příjmu či výdajů a spotřeby chudých domácností vůči průměrnému standardu společnosti)

Životní minimum je pak základem pro určení sociální pomoci, ať už finanční, nebo formou různých služeb. Nárok na dávky sociální pomoci se ověřuje výší majetku nebo výší příjmů. Výše životního minima se odvíjí od os součet všech částek jednotlivých členů obývající společnou domácnost.

## Česká životní a existenční minima

### Životní minimum dle zák. č. 463/1991 Sb.
Životní minimum bylo do českého systému státní sociální ochrany zavedeno v roce 1991 zákonem č. 463/1991 Sb. o životním minimu. Výši životního minima stanovil v prvním roce samotný zákon a v dalších letech byla valorizována prostřednictvím nařízení vlády.
Životní minimum se skládalo ze dvou složek:
- z částky sloužící k zajištění výživy a ostatních základních osobních potřeb, odstupňované podle věku a s ohledem na nezaopatřenost dítěte,
- z částky potřebné k zajištění nezbytných nákladů na domácnost, odstupňované podle počtu osob v domácnosti žijících, jejichž příjmy se pro tyto účely posuzovaly společně.

| Účinnost od        | Právní norma                   | Částka k zajištění výživy a ostatních základních osobních potřeb (dle věku a zaopatřenosti osoby) | Částka k zajištění výživy a ostatních základních osobních potřeb (dle věku a zaopatřenosti osoby) | Částka k zajištění výživy a ostatních základních osobních potřeb (dle věku a zaopatřenosti osoby) | Částka k zajištění výživy a ostatních základních osobních potřeb (dle věku a zaopatřenosti osoby) | Částka k zajištění výživy a ostatních základních osobních potřeb (dle věku a zaopatřenosti osoby) | Částka k zajištění nezbytných nákladů na domácnost (dle počtu osob v domácnosti) | Částka k zajištění nezbytných nákladů na domácnost (dle počtu osob v domácnosti) | Částka k zajištění nezbytných nákladů na domácnost (dle počtu osob v domácnosti) | Částka k zajištění nezbytných nákladů na domácnost (dle počtu osob v domácnosti) |
| Účinnost od        | Právní norma                   | do 6 let                                                                                          | 6–10 let                                                                                          | 10–15 let                                                                                         | 15–26 let nezaopatření                                                                            | Ostatní                                                                                           | 1                                                                                | 2                                                                                | 3–4                                                                              | 5+                                                                               |
| ------------------ | ------------------------------ | ------------------------------------------------------------------------------------------------- | ------------------------------------------------------------------------------------------------- | ------------------------------------------------------------------------------------------------- | ------------------------------------------------------------------------------------------------- | ------------------------------------------------------------------------------------------------- | -------------------------------------------------------------------------------- | -------------------------------------------------------------------------------- | -------------------------------------------------------------------------------- | -------------------------------------------------------------------------------- |
| 28. listopadu 1991 | Zákon č. 463/1991 Sb.          | 0900                                                                                              | 1000                                                                                              | 1200                                                                                              | 1300                                                                                              | 1200                                                                                              | 0500                                                                             | 0650                                                                             | 0800                                                                             | 0950                                                                             |
| 1. března 1993     | Nařízení vlády č. 81/1993 Sb.  | 1020                                                                                              | 1130                                                                                              | 1360                                                                                              | 1470                                                                                              | 1360                                                                                              | 0600                                                                             | 0780                                                                             | 0960                                                                             | 1140                                                                             |
| 1. února 1994      | Nařízení vlády č. 336/1993 Sb. | 1120                                                                                              | 1240                                                                                              | 1500                                                                                              | 1620                                                                                              | 1500                                                                                              | 0660                                                                             | 0860                                                                             | 1060                                                                             | 1260                                                                             |
| 1. ledna 1995      | Nařízení vlády č. 245/1994 Sb. | 1230                                                                                              | 1360                                                                                              | 1620                                                                                              | 1780                                                                                              | 1680                                                                                              | 0760                                                                             | 1000                                                                             | 1240                                                                             | 1400                                                                             |
| 1. ledna 1996      | Nařízení vlády č. 281/1995 Sb. | 1320                                                                                              | 1460                                                                                              | 1730                                                                                              | 1900                                                                                              | 1800                                                                                              | 0860                                                                             | 1130                                                                             | 1400                                                                             | 1580                                                                             |
| 1. října 1996      | Nařízení vlády č. 219/1996 Sb. | 1410                                                                                              | 1560                                                                                              | 1850                                                                                              | 2030                                                                                              | 1920                                                                                              | 0970                                                                             | 1270                                                                             | 1570                                                                             | 1770                                                                             |
| 1. července 1997   | Nařízení vlády č. 123/1997 Sb. | 1480                                                                                              | 1640                                                                                              | 1940                                                                                              | 2130                                                                                              | 2020                                                                                              | 1020                                                                             | 1330                                                                             | 1650                                                                             | 1860                                                                             |
| 1. dubna 1998      | Nařízení vlády č. 42/1998 Sb.  | 1560                                                                                              | 1730                                                                                              | 2050                                                                                              | 2250                                                                                              | 2130                                                                                              | 1300                                                                             | 1700                                                                             | 2110                                                                             | 2370                                                                             |
| 1. dubna 2000      | Nařízení vlády č. 56/2000 Sb.  | 1600                                                                                              | 1780                                                                                              | 2110                                                                                              | 2310                                                                                              | 2190                                                                                              | 1580                                                                             | 2060                                                                             | 2560                                                                             | 2870                                                                             |
| 1. října 2001      | Nařízení vlády č. 333/2001 Sb. | 1690                                                                                              | 1890                                                                                              | 2230                                                                                              | 2450                                                                                              | 2320                                                                                              | 1780                                                                             | 2320                                                                             | 2880                                                                             | 3230                                                                             |
| 1. ledna 2005      | Nařízení vlády č. 664/2004 Sb. | 1720                                                                                              | 1920                                                                                              | 2270                                                                                              | 2490                                                                                              | 2360                                                                                              | 1940                                                                             | 2530                                                                             | 3140                                                                             | 3520                                                                             |
| 1. ledna 2006      | Nařízení vlády č. 505/2005 Sb. | 1750                                                                                              | 1950                                                                                              | 2310                                                                                              | 2530                                                                                              | 2400                                                                                              | 2020                                                                             | 2630                                                                             | 3260                                                                             | 3660                                                                             |

### Životní a existenční minimum dle zák. č. 110/2006 Sb.
V roce 2006 přijal parlament nový zákon č. 110/2006 Sb. o životním a existenčním minimu, který nabyl účinnosti dnem 1. ledna 2007. Ten stanovil nový výpočet životního minima z jednotlivých složek, které už nezahrnovaly nezbytné náklady na bydlení.
Vedle životního minima zavedl také hranici existenčního minima, které je nižší zhruba o třetinu než životní minimum. Jde o nejnižší možnou částku pro zajištění výživy a životních potřeb.
Valorizace částek životního minima nadále zůstala na vládě, která byla zmocněna k navyšování životního i existenčního minima v závislosti na skutečném vývoji spotřebitelských cen a životních nákladů vždy od 1. ledna, případně i mimo tento pravidelný termín. Vzhledem k poměrně nízké inflaci však došlo k navýšení jen v roce 2011 (s účinností od roku 2012).
| Účinnost od   | Právní norma                   | Jednotlivec | Dospělá osoba v domácnosti | Dospělá osoba v domácnosti | Nezaopatřené dítě v domácnosti | Nezaopatřené dítě v domácnosti | Nezaopatřené dítě v domácnosti |
| Účinnost od   | Právní norma                   | Jednotlivec | 1. osoba                   | 2. a každá další           | do 6 let                       | 6–15 let                       | 15–26 let                      |
| ------------- | ------------------------------ | ----------- | -------------------------- | -------------------------- | ------------------------------ | ------------------------------ | ------------------------------ |
| 1. ledna 2007 | Zákon č. 110/2006 Sb.          | 3126        | 2880                       | 2600                       | 1600                           | 1960                           | 2250                           |
| 1. ledna 2012 | Nařízení vlády č. 409/2011 Sb. | 3410        | 3140                       | 2830                       | 1740                           | 2140                           | 2450                           |
| 1. dubna 2020 | Nařízení vlády č. 61/2020 Sb.  | 3860        | 3550                       | 3200                       | 1970                           | 2420                           | 2770                           |
| 1. dubna 2022 | Nařízení vlády č. 75/2022 Sb.  | 4250        | 3910                       | 3530                       | 2170                           | 2670                           | 3050                           |

Existenční minimum bylo zákonem stanoveno od roku 2012 na 2 020 Kč, zvýšeno v roce 2020 na 2 490 Kč a v roce 2022 na 2 740 Kč. Ono poslední navýšení částek těchto dávek souvisí s krizí ukrajinských uprchlíků v České republice, kterým je poskytována ze sociálního zabezpečení dávka okamžité mimořádné pomoci, která je odvislá od uvedených základů. 
Podle informace na webu Ministerstva práce a sociálních věcí je vláda „zmocněna zvyšovat částky životního a existenčního minima od 1. ledna podle skutečného vývoje spotřebitelských cen, pokud nárůst nákladů na výživu a na ostatní základní osobní potřeby přesáhne ve stanoveném rozhodném období 5 %.“ Od 1. dubna 2020 bylo rozhodnuto o navýšení životního i existenčního minimum o 13,2 %. Od 1. dubna 2022 došlo k navýšení o 10 % a ministr Marian Jurečka přislíbil, že k dalšímu vývoji může dojít v průběhu roku.